# Augustinern 7 (Quedlinburg)

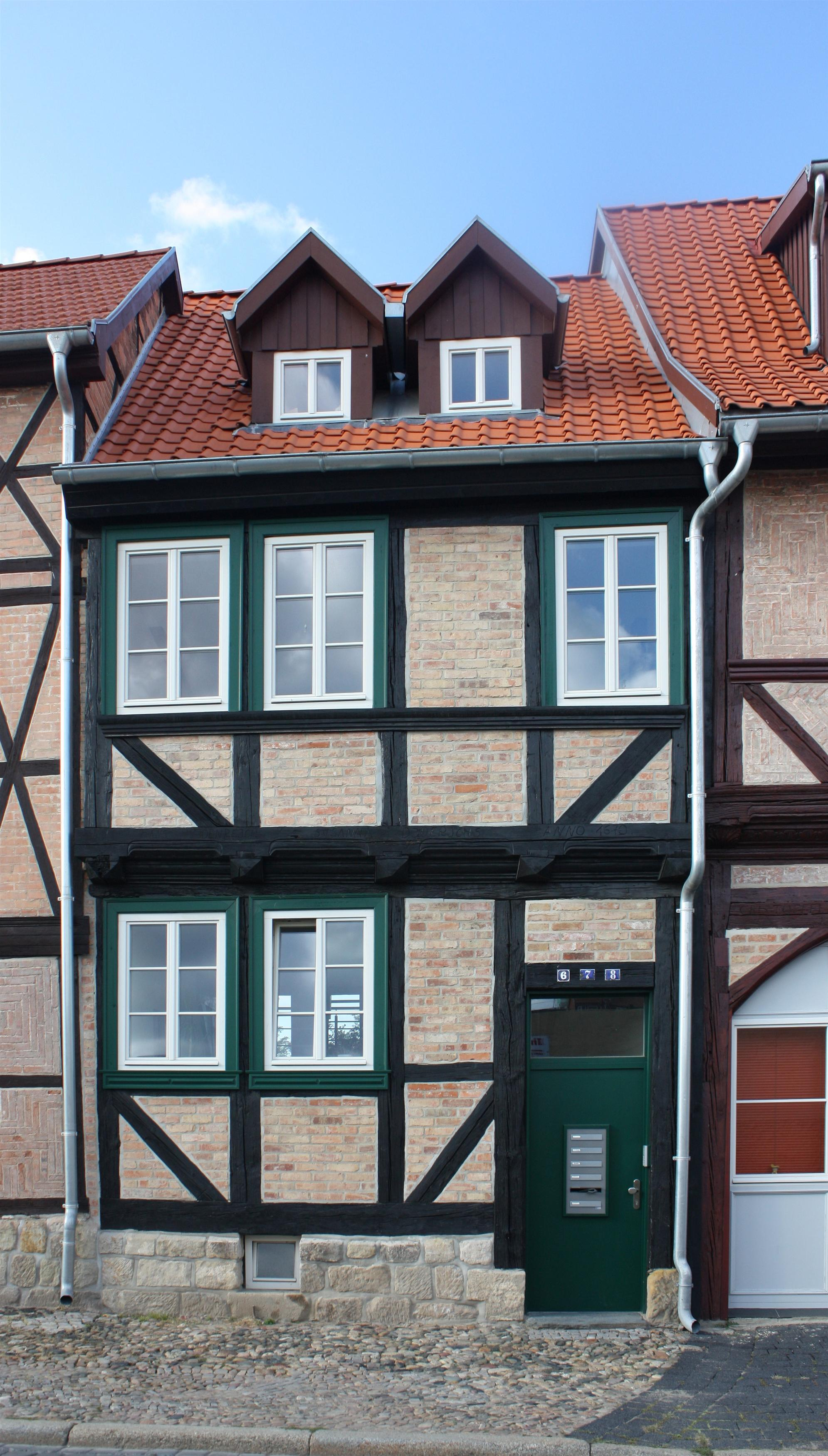
Augustinern 7

Das Haus Augustinern 7 ist ein denkmalgeschütztes Gebäude in der Stadt Quedlinburg in Sachsen-Anhalt.

## Lage
Es befindet sich im nördlichen Teil der historischen Quedlinburger Neustadt und gehört zum UNESCO-Weltkulturerbe. Im Quedlinburger Denkmalverzeichnis ist es als Wohnhaus eingetragen. Westlich grenzt Haus Augustinern 6, östlich das Haus Augustinern 8 an.

## Architektur und Geschichte
Das zweigeschossige Gebäude entstand im Jahr 1686 in Fachwerkbauweise durch den Quedlinburger Zimmermeister Andreas Besen. Auf Besen verweisen die am Gebäude befindliche Initialen A B. Im unteren Geschoss des nur vier Gebinde breiten Hauses befindet sich eine als altertümlich beschriebene Form eines Zwischengeschoss. Die Fassade ist an der Stockschwelle mit Schiffskehlen, Pyramidenbalkenköpfen und profilierten Füllhölzern verziert. Die Eckgebinde des Obergeschosses verfügen über kräftige Fußbänder.
Ende des 20. Jahrhunderts wurde das dringend sanierungsbedürftige Gebäude instand gesetzt.